# جوني ديفيس (لاعب كرة قاعدة)
جوني ديفيس (بالإنجليزية: Johnny Davis)‏ هو لاعب كرة قاعدة أمريكي، ولد في 6 فبراير 1917 في آشلاند في الولايات المتحدة، وتوفي في 17 نوفمبر 1982 في فورت لودرديل في الولايات المتحدة.

## وصلات خارجية
- جوني ديفيس على موقعبيزبول رفرنس.كوم (الدوري الرئيسي) (الإنجليزية)
- جوني ديفيس على موقعبيزبول رفرنس.كوم (الدوري الثانوي) (الإنجليزية)